# Герб Лейдена
Ге́рб Ле́йдена — офіційний символ міста Лейден, Нідерланди. У срібному щиті навхрест два червоні Ключі Царства Небесного. Щитотримач — червоний здиблений лев, який тримає правою лапою меча, а лівою — щит із ключами. Під щитом — девіз латиною «Haec Libertatis Ergo» (Заради свободи). Офіційно затверджений королівський наказом 25 січня 1950 року. Походить від міського герба з ключами, який фігурує на міських печатках з 2-ї половини XIV ст.; лев із мечем — фігура з печаток кінця XVI ст. Ключі — атрибут апостола Петра, святого патрона міста. Від гербу походить і неофіційна назва Лейдена — Ключове місто (нід. Sleutelstad).

## Опис

##### 25 січня 1950
|  | In zilver 2 schuingekruiste sleutels van keel. Het schild van achteren gehouden met de linker voorklauw door een strijdbare leeuw van keel, in de rechter voorklauw opgeheven houdende in schuinlinkse stand een ontbloot zwaard van zilver met gouden gevest. Het geheel geplaatst op een vestingwal van steen in de natuurlijke kleur, waarin met Latijnse letters van sabel gebeiteld de wapenspreuk 'Haec Libertatis Ergo'. |

##### 24 липня 1816
|  | Van zilver beladen met 2 sleutels van keel, geplaatst en sautoir. Het wapen gedekt met eene kroon met 5 fleurons, alles van goud en vastgehouden door 2 leeuwen van keel. |